# Ultra Bust-A-Move
Ultra Bust-A-Move är titeln på ett spel publicerat av det japanska företaget Taito år 2004 i USA och 2005 i Japan. Spelet är avsett att användas tillsammans med en Xbox.